# Dasychira nubifera
Dasychira nubifera är en fjärilsart som beskrevs av Holland 1893. Dasychira nubifera ingår i släktet Dasychira och familjen tofsspinnare. Inga underarter finns listade i Catalogue of Life.